# Echenais telephus
Echenais telephus är en fjärilsart som beskrevs av Pieter Cramer 1775. Echenais telephus ingår i släktet Echenais och familjen Riodinidae. Inga underarter finns listade i Catalogue of Life.